# Финтина-Бленарулуй
Финтина-Бленарулуй (рум. Fântâna Blănarului) — село у повіті Васлуй в Румунії. Входить до складу комуни Богдана.
Село розташоване на відстані 266 км на північний схід від Бухареста, 11 км на південний захід від Васлуя, 62 км на південь від Ясс, 134 км на північ від Галаца.

## Населення
За даними перепису населення 2002 року у селі проживали 113 осіб, усі — румуни. Усі жителі села рідною мовою назвали румунську.